# Střetnutí u Nebes a Žďáru
Střetnutí u Nebes a Žďáru bylo menší válečnou srážkou mezi pruskou armádou pod velením generála Fridricha Augusta von Fincka a rakouským vojskem vedené polním podmaršálkem Janem Zikmundem hrabětem Macquire z Inniskillen během tažení pruské armády k bojům ve Frankách během tzv. sedmileté války. Odehrála se mezi 8. a 9. květnem 1759 v okolí vesnic Nebesa a Nový Žďár nedaleko Aše ve výspě západních Čech. Prusové provedli zdařilý přeshraniční výpad, který donutil rakouskou armádu k postupnému vyklizení dvou obranných pozic a ústupu směrem k Chebu.
Střet může být zaměňován s prusko-rakouskou bitvou u Žďáru nedaleko Trutnova z roku 1745.

## Předehra
Od rozpoutání sedmileté války Pruskem roku 1756 provedl pruský král Fridrich II., mimo jiných operací na slezské a dalších frontách, každý rok tažení zasahující území českých zemí. Během nic se z velkých střetnutí pak udály např. roku 1756 bitva u Lovosic, roku 1757 bitvě u Štěrbohol či bitva u Kolína, následujícího roku pak v rámci pruského vpádu na Moravu obléhání pevnosti Olomouc či bitva u Domašova. Roku 1759 pak Prusko primárně plánovalo konfrontovat Habsburské monarchie na území Slezska, pro tyto účely pak provedla pruská armáda na jaře několik ozbrojených vpádů do Podkrušnohoří, aby zničením vojenských skladů a zásob oslabila akceschopnost rakouské armády. Ty byly zahájeny 21. dubna a po úspěšných útočných operacích například v okolí Kadaně, Chomutova či Budyně nad Ohří (některé průzkumné pruské oddíly pronikly až k Velvarům nedaleko Prahy) zahájily ústup zpět na území Saska.
Voj pod velením prince Jindřicha Pruského, králova mladšího bratra, zahájil na konci dubna 1759 postup vstříc bojišti ve Frankách v severním Bavorsku směrem ze Saska. Jeho východní část, tvořená jednotkami generála Fridricha Augusta von Fincka (1718–1766), se rozhodla neobcházet Ašský výběžek v držení Rakouska a provést přechod přibližně desetikilometrového pásma přes nepřátelskou hranici. V oblasti Aše byl pak na ochranu hraničního přechodu do Saska nasazen rakouský vojenský kontingent pod velením podmaršálka Jana Zikmunda hraběte Macquira (?–1767), který držel nepočetné pozice nedaleko městečka Hranice, vyzbrojené několika děly.

## Průběh bitvy

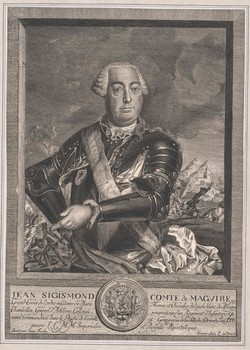
Polní podmaršálek Jan Zikmund hrabě Macquire z Inniskillen

Předvoj pruských vojsk se nedlouho po překročení hranice 8. května 1759 střetl s rakouskými pohraničními jezdci, tzv. pandury, kteří se, po zjištění výrazné pruské převahy, rychle stáhli za obrannou linii u Hranic. Nastalou situaci vyhodnotilo rakouské velení jako pruský pokus o další z vpádů do českého vnitrozemí a spěšně rozhodlo o přesunu svých pozic od Hranic na narychlo opevněnou linii mezi obcemi Nebesa a Nový Žďár, orientovanou na sever a rozloženou od západu k východu. Tu tvořila především zákopová dělostřelecká baterie pro sedm děl, zázemím a velitelským stanem, kterou rakouští vojáci spěšně vybudovali. Další dva rakouské kanóny byly umístěny blíže Novému Žďáru. Finckovy jednotky dostaly rozkaz protivníka pronásledovat, postoupily až k nové rakouské linii, avšak obě vojska byla od sebe vzdálena natolik, že byla schopna vzájemně vést pouze nepřesnou dělostřeleckou výměnu.
Údajně dopad dvou dělových koulí vystřelených Prusy mezi jednotky rakouských husarů vyvolaly v rakouském vojsku chaos a bylo rozhodnuto o zahájení dalšího ústupu ve směru na Cheb. Pruská armáda pak zahájila pronásledování Rakušanů, na jejich opevněné linii pak narazila na zadní voje císařské armády, které se mezitím podařilo zorganizovat spořádaný ústup na jihovýchod přes Hazlov. Závěr boje pak představovalo dobytí rakouských baterií pruskými husary. Pro neznalost terénu a nejistých zprávách o rakouských stavech vojska pak Prusové svůj postup zastavili a stáhli se do Aše. Během pruské přítomnosti ve městě a jeho okolí docházelo z jejich strany k četnému rabování a krádežím peněz či potravin.
Ztráty na rakouské straně byly v řádu desítek, maximálně několika stovek padlých, pruské ztráty pak byly násobně menší.

## Hodnocení bitvy
V postupu proti Prusku se k Rakousku roku 1759 přidalo také Ruské impérium, a obě země spolu s dalšími spojenci pak vedly společné koaliční tažení se střety především na území dnešního Německa a Polska, avšak s nepřesvědčivým výsledkem. Vojenské operace na této frontě pak probíhaly až do roku 1762, posléze byly zahájeny přípravy pro uzavření míru podepsaného dotčenými stranami roku 1763.
V dalších letech sedmileté války prusko-rakouské fronty byly již boje soustředěny mimo území českých zemí, srážka u Nebes a Nového Žďáru tak byla možná posledním zdejším ozbrojeným střetem tohoto konfliktu.

## Památky bitvy
Na místě bitvy zůstalo zachováno rakouské dělostřelecké opevnění, jež bylo pak v 80. letech 20. století a roku 2019 podrobeno archeologickým výzkumům.
Byl vybudován mohutný kříž připomínající zdejší události, který za dobu své existence několikrát zanikl a byl následně obnoven. Roku 1906 zde byl vybudován také kamenný pomník padlým.